# Cross Roads Cemetery de Fontaine-au-Bois
Cross Roads Cemetery, Fontaine-au-Bois est l'un des deux cimetières militaires de la Première Guerre mondiale situés sur le territoire de la commune de Fontaine-au-Bois dans le département du Nord. L'autre est Fontaine-au-Bois Communal Cemetery.

## Localisation
Ce cimetière est situé en bord de route, rue du Pont, à 2 km à l'ouest du Village.

## Historique
Le cimetière de Cross Roads a été inauguré au cours de la première semaine de novembre 1918 par la 1re Ambulance de campagne de Northumbrian ; et à l'armistice, il contenait les tombes de 61 soldats du Royaume-Uni. Il a ensuite été agrandi par la concentration de tombes sur les champs de bataille entre l'Escaut et la Sambre et de certains autres cimetières. À quatre exceptions près, chaque homme enseveli dans ce cimetière est tombé entre le 1er octobre 1918 et l'armistice. Des mémoriaux spéciaux enregistrent les noms de dix-neuf soldats du Royaume-Uni, un de Nouvelle-Zélande et un d’Afrique du Sud, enterrés dans le cimetière allemand de Bavay et le cimetière communal de Landrecies, dont les tombes n’ont pu être trouvées. Des monuments commémoratifs spéciaux ont été érigés à l’intention d’un soldat du Royaume-Uni et d’un de Nouvelle-Zélande, vraisemblablement enterrés parmi eux.

## Caractéristique
Il y a maintenant près de 741 victimes de guerre 1914-18 commémorées dans ce site. Parmi ceux-ci, 105 sont non identifiés.

## Galerie

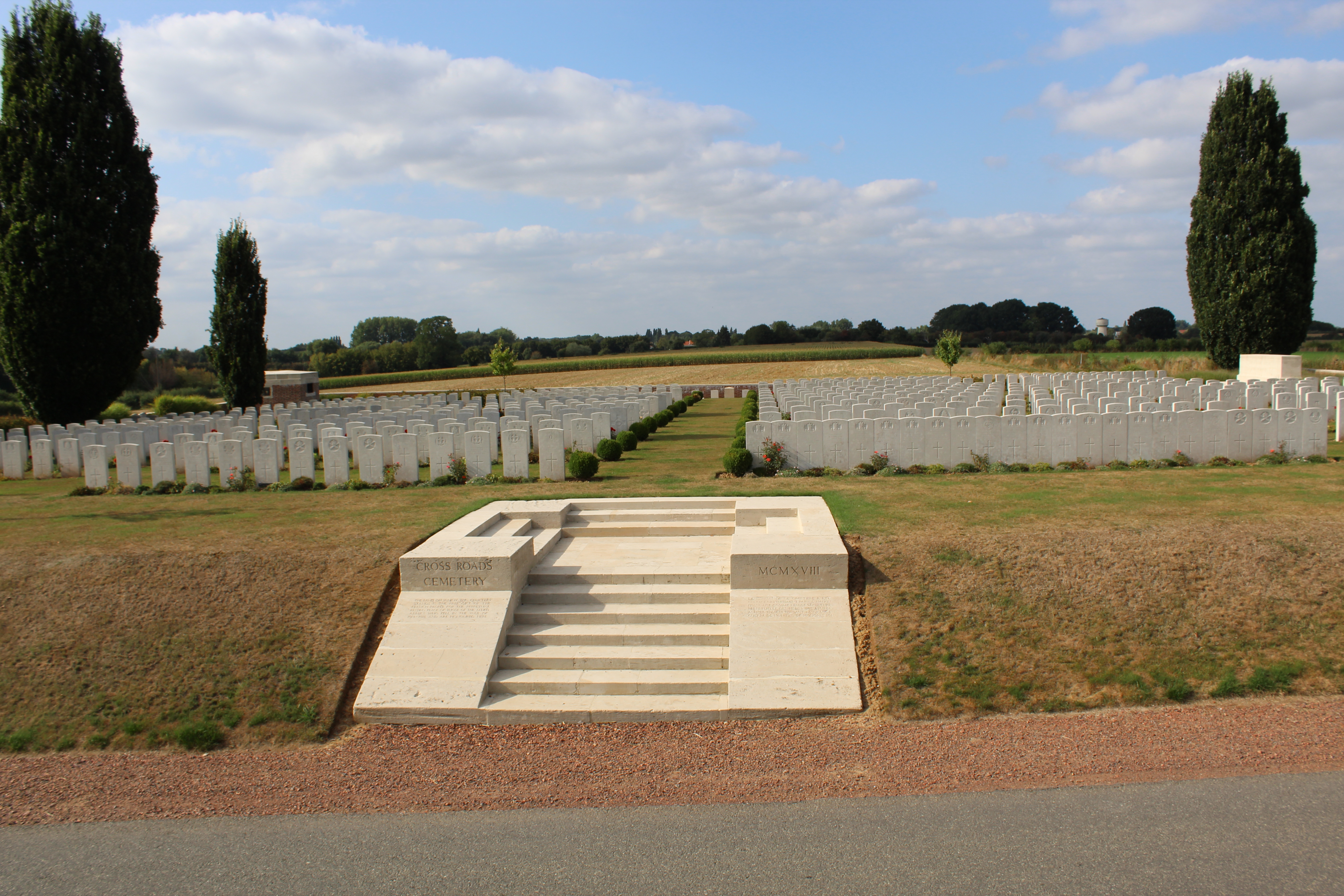
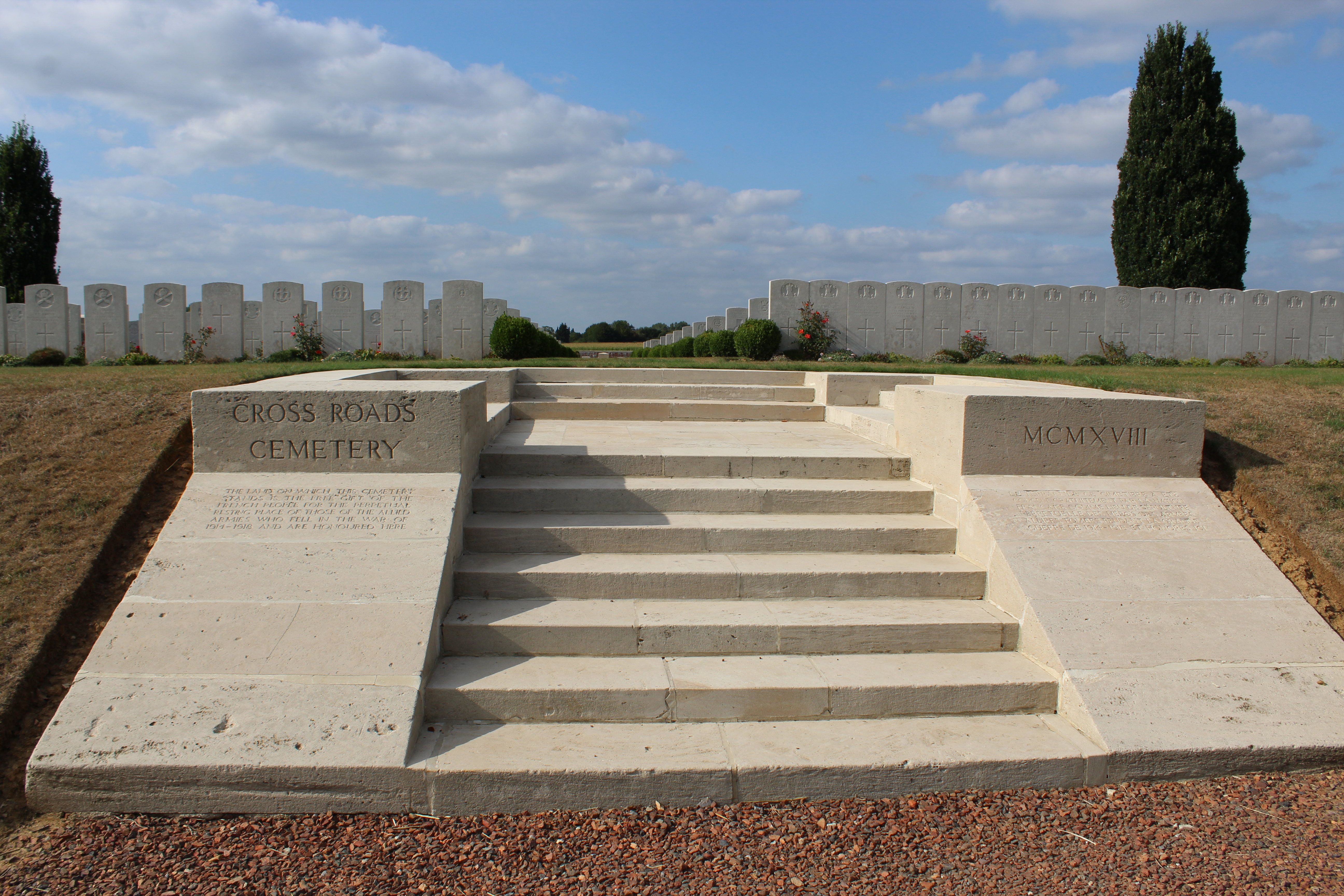
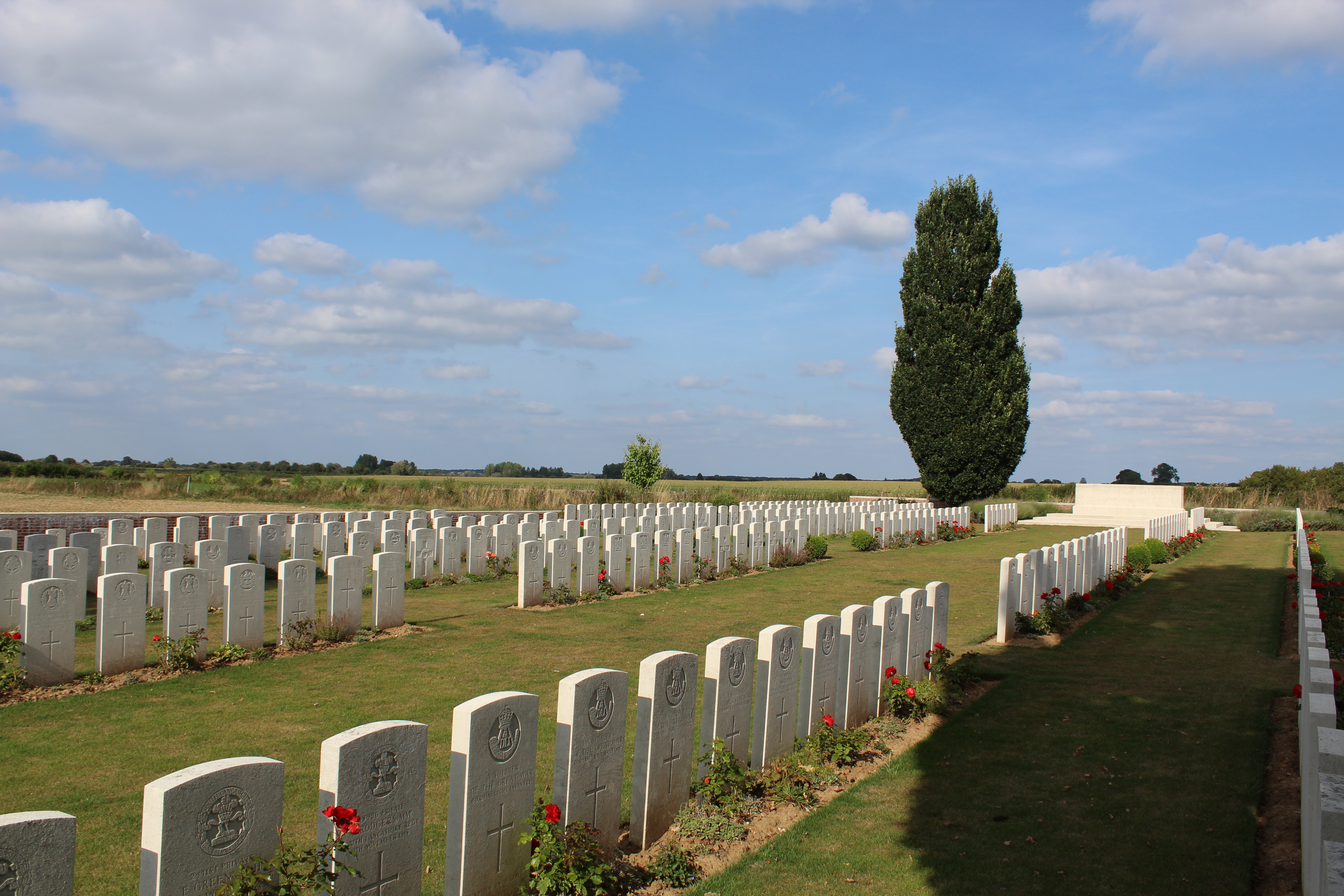
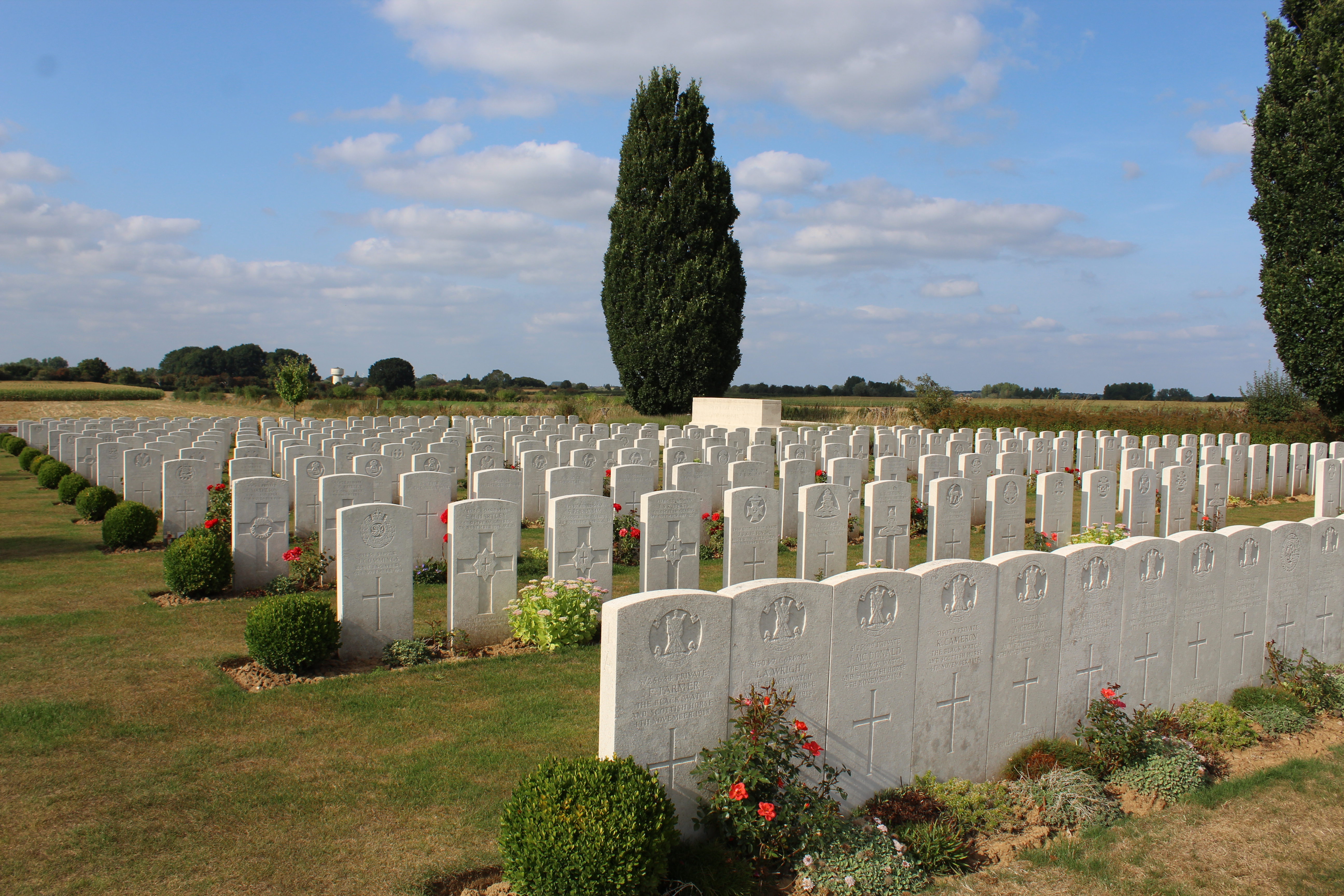

| Pays             | Sépultures |
| ---------------- | ---------- |
| Royaume-Uni      | 649        |
| Nouvelle-Zélande | 89         |
| Afrique du Sud   | 2          |
| Australie        | 1          |
| Total            | 741        |